# Eva Kryll
Eva Kryll (* 24. März 1953 in Hamburg) ist eine deutsche Schauspielerin und Synchronsprecherin.

## Leben
Eva Kryll, Tochter des Intendanten und Opernregisseurs Günther Rennert (1911–1978), erhielt ihre Ausbildung von 1974 bis 1976 am Max-Reinhardt-Seminar in Wien. Danach spielte sie an verschiedenen Bühnen in Deutschland und Österreich, so am Stadttheater St. Gallen, am Landestheater Salzburg oder am Stadttheater in Heidelberg. Nach einem Auftritt in der Fernsehserie Berliner Weiße mit Schuß hatte sie im Jahr 1985 mit Joey von Roland Emmerich ihr Kinodebüt.
In den Folgejahren spielte sie vor allem in Fernsehfilmen und -serien wie Zwei Münchner in Hamburg, Bella Block, Tatort oder Der Alte. Im Kino war sie 2005 in dem Film Am Tag als Bobby Ewing starb zu sehen.
Ihre Stimme lieh sie beispielsweise Marina Sirtis als Deanna Troi in der Serie Raumschiff Enterprise: Das nächste Jahrhundert und in den Star-Trek-Kinofilmen oder Claudia Christian als Susan Ivanova in Babylon 5. Außerdem synchronisierte sie Merrin Dungey als Kelly Palmer in King of Queens.
In den vom RBB produzierten Folgen des ARD Radio Tatorts spricht sie die Ermittlerin Katharina Holz.

## Filmografie (Auswahl)
- 1985: Joey (Kino)
- 1985: Tatort – Tod macht erfinderisch (Fernsehreihe)
- 1986: Ein Heim für Tiere (Fernsehserie, eine Folge)
- 1986–2002: Der Alte (Fernsehserie, verschiedene Rollen, 13 Folgen)
- 1986: Tatort – Tod auf Eis
- 1987: Die Glückliche Familie (Fernsehserie 1 Folge)
- 1988: In guten Händen
- 1988: Ein Kuckuck im Nest
- 1988–1989 Eurocops (Fernsehserie, 3 Folgen)
- 1988–2012: Ein Fall für zwei (Fernsehserie, verschiedene Rollen, 3 Folgen)
- 1990: Hotel zur Unsterblichkeit (Wings of Fame, Kino)
- 1990: Der schönste Busen der Welt (Kurzfilm)
- 1992: Derrick (Fernsehserie, Folge Ein seltsamer Ehrenmann)
- 1992: Falsche Zahlen
- 1992: Schlafende Hunde[3]
- 1992: Happy Holiday (Fernsehserie)
- 1993: Zwei Münchner in Hamburg (Fernsehserie, 8 Folgen)
- 1993: Das Traumschiff – Indien und Malediven (Fernsehreihe)
- 1994: Die Kommissarin (Fernsehserie, Folge Böse Nachbarn)
- 1994: Das Baby der schwangeren Toten
- 1994: Die Männer vom K3 – Ende eines Schürzenjägers (Fernsehreihe)
- 1995: Praxis Bülowbogen (Fernsehserie, Folge 93 – Fragen ans Leben)
- 1995: Doppelter Einsatz (Fernsehserie, Folge Der unbekannte Feind)
- 1995–1999: Bella Block (Fernsehreihe)
  - 1995: Liebestod
  - 1997: Geldgier
  - 1997: Tod eines Mädchens
  - 1998: Auf der Jagd
  - 1999: Geflüsterte Morde
- 1996: Wildbach (Fernsehserie, Folge Falscher Alarm)
- 1996: Zwei Brüder – In eigener Sache (Fernsehreihe)
- 1996, 1998: Die Wache (Fernsehserie, verschiedene Rollen, 2 Folgen)
- 1996–2000: Männer sind was Wunderbares (Fernsehserie)
- 1997: Röpers letzter Tag
- 1997: Für alle Fälle Stefanie (Fernsehserie, Folge Wenn das Herz noch schlägt)
- 1997: Die Männer vom K3 – Zu viele Verdächtige
- 1999: Der letzte Zeuge (Fernsehserie, Folge Die Bank, die Liebe, der Tod)
- 1999: Long Hello & Short Goodbye (Kino)
- 1999: Nikola (Fernsehserie, Folge Eine verhängnisvolle Affäre)
- 1999: Rosamunde Pilcher – Blüte des Lebens (Fernsehreihe)
- 1999: Wilsberg und die Tote im See (Fernsehreihe)
- 1999–2007: Siska (Fernsehserie, verschiedene Rollen, 3 Folgen)
- 2000: Geisterjäger John Sinclair (Fernsehserie, Folge Der Gerechte)
- 2000: Tatort – Rattenlinie
- 2001: Sperling – Sperling und das letzte Tabu (Fernsehreihe)
- 2001: Die Erpressung – Ein teuflischer Pakt
- 2001, 2006: Großstadtrevier (Fernsehserie, verschiedene Rollen, 2 Folgen)
- 2002: Nesthocker – Familie zu verschenken (Fernsehserie, 4 Folgen)
- 2002: Tatort – Alibi für Amelie
- 2002–2003: Küstenwache (Fernsehserie, 2 Folgen)
- 2002–2004: Bloch (Fernsehreihe) → siehe Episodenliste
- 2003: SOKO Leipzig (Fernsehserie, Folge Gute Nachbarn)
- 2003–2005: Mein Leben & Ich (Fernsehserie, 2 Folgen)
- 2003: Tatort – Sonne und Sturm
- 2004: SOKO Köln (Fernsehserie, Folge Familienbande)
- 2004: Männer im gefährlichen Alter
- 2004: Vater werden ist nicht schwer …
- 2004: Zwei Wochen für uns
- 2004: Schlosshotel Orth (Fernsehserie, Folge Volltreffer)
- 2005: Am Tag als Bobby Ewing starb (Kino)
- 2005: Tatort – Erfroren
- 2005–2008: Der Landarzt (Fernsehserie, 25 Folgen)
- 2006: Glück auf vier Rädern
- 2007: Adelheid und ihre Mörder (Fernsehserie, 5 Folgen)
- 2008: Utta Danella – Das Geheimnis unserer Liebe (Fernsehreihe)
- 2008: Wilsberg – Das Jubiläum
- 2012–2015: Reiff für die Insel (Fernsehreihe) → siehe Episodenliste
- 2014: Mein Lover, sein Vater und ich!
- 2015: Dr. Klein (Fernsehserie, 2 Folgen)
- 2016: Akte Ex (Fernsehserie, Folge Der tote Buchhändler)
- 2016: Die Spezialisten – Im Namen der Opfer (Fernsehserie, Folge Flowerpower)
- 2016: SOKO Wismar (Fernsehserie, Folge Zusammen ist man weniger allein)
- 2018: Ein Sommer auf Mallorca
- 2018: Hanne
- 2019: Die Kanzlei (Fernsehserie, Folge Ohne Spuren)

## Synchronrollen (Auswahl)
Marina Sirtis
- 1994: Star Trek: Treffen der Generationen als Counselor Deanna Troi
- 1996: Star Trek: Der erste Kontakt als Counselor Deanna Troi
- 1998: Star Trek: Der Aufstand als Counselor Deanna Troi
- 2002: Star Trek: Nemesis als Counselor Deanna Troi
- seit 2020: Star Trek: Lower Decks als Deanna Troi
- 2020–2023: Star Trek: Picard als Deanna Troi

Dana Delany
- 1990: Das Model und der Schnüffler als Jillian Armstrong
- 1992: Light Sleeper als Marianne Jost

Amy Morton
- 1999: 8mm – Acht Millimeter als Janet Matthews
- seit 2014: Chicago PD als Desk Sergeant Trudy Platt

Lindsay Duncan
- 2010: Alice im Wunderland als Helen Kingsleigh
- 2016: Alice im Wunderland: Hinter den Spiegeln als Helen Kingsleigh

### Filme
- 1987: Kamala Lopez in Los Angeles Police: Mord auf dem Freeway als Lydia Chacon
- 1988: Denise McLeod in Die Unzertrennlichen als Galeristin
- 1989: Harley Jane Kozak in Eine Wahnsinnsfamilie als Susan Buckman Huffner
- 1990: Belinda Montgomery in Großalarm im Krankenhaus als Joan
- 1990: Nancy Everhard in Und wieder 48 Stunden als Doktorin
- 1990: Sophia Lombardo in Ein Pikanter Traum als Maria
- 1991: Chelsea Field in Späte Leidenschaft als Camilla Ebury
- 1992: Joan Hackett in Der Killer im Kopf als Dr. Janet Ross
- 1993: Claudia Christian in Columbo: Der Tote in der Heizdecke als Lisa Martin
- 1995: Marg Helgenberger in Species als Dr. Laura Baker
- 1997: Wendy Crewson in Air Force One als Grace Marshall
- 2001: Melina Kanakaredes in 15 Minuten Ruhm als Nicolette „Nicky“ Karas
- 2003: Anne Brochet in Die Geschichte von Marie und Julien als Madame X
- 2005: Isabelle Renauld in Just Friends – 2 ungleiche Freunde als Sophie
- 2007: Catherine Keener in Into the Wild als Jan Burres
- 2008: Karen Allen in Indiana Jones und das Königreich des Kristallschädels als Marion Ravenwood
- 2009: Catherine Keener in Wo die wilden Kerle wohnen als Connie
- 2014: Melissa Leo in The Angriest Man in Brooklyn als Bette Altmann

### Serien
- 1959: Barbara Eden in Perry Mason als Carla Adrian
- 1971: Antoinette Bower in Kobra, übernehmen Sie als Olga Vanin
- 1972: Nita Talbot in Verliebt in eine Hexe als Mrs. Rollnick
- 1984–1986: Jenilee Harrison in Dallas als Jamie Ewing
- 1987: Jenilee Harrison in Love Boat als Sheila
- 1988: Brenda Crichlow in Danger Bay als Zelda
- 1990: Laurie Heineman in Hart aber herzlich als Sara Mason
- 1990: Michelle Phillips in Vegas als Cassandra Hunt
- 1990: Tracy Scoggins in Der Denver-Clan als Monica Colby
- 1991: Juno Dawson in Kojak – Einsatz in Manhattan als Inez Wilder
- 1991: Robyn Peterson in L.A. Law – Staranwälte, Tricks, Prozesse als Marilyn Hopkins
- 1996–2000: Andrea Parker in Pretender als Miss Parker
- 2007–2008: Tammi Øst in Anna Pihl – Auf Streife in Kopenhagen als Eva Fabricius
- 2008: Rosie O’Donnell in Queer as Folk als Loretta Pye
- 2011: Jean Smart in Hawaii Five–0 als Governeurin Pat Jameson
- 2013–2014: Robin Bartlett in American Horror Story als Cecily Pembroke
- 2015–2016: Melissa Leo in Wayward Pines als Schwester Pam

## Hörspiele und Features
- 2008: Ingeborg Papenfuß: Auf der Usedomer Straße (Eine syro-aramäische Großfamilie im Berliner Wedding) – Regie: Beatrix Ackers (Feature – DKultur)
- 2011: Wolfgang Zander: Dreizehn — Regie: Wolfgang Rindfleisch für den ARD Radio Tatort Produktion: rbb